# Федеральний центр технологічної освіти Мінас-Жерайс
19°57′24″ пд. ш. 44°06′25″ зх. д. / 19.9566025° пд. ш. 44.1070544° зх. д.

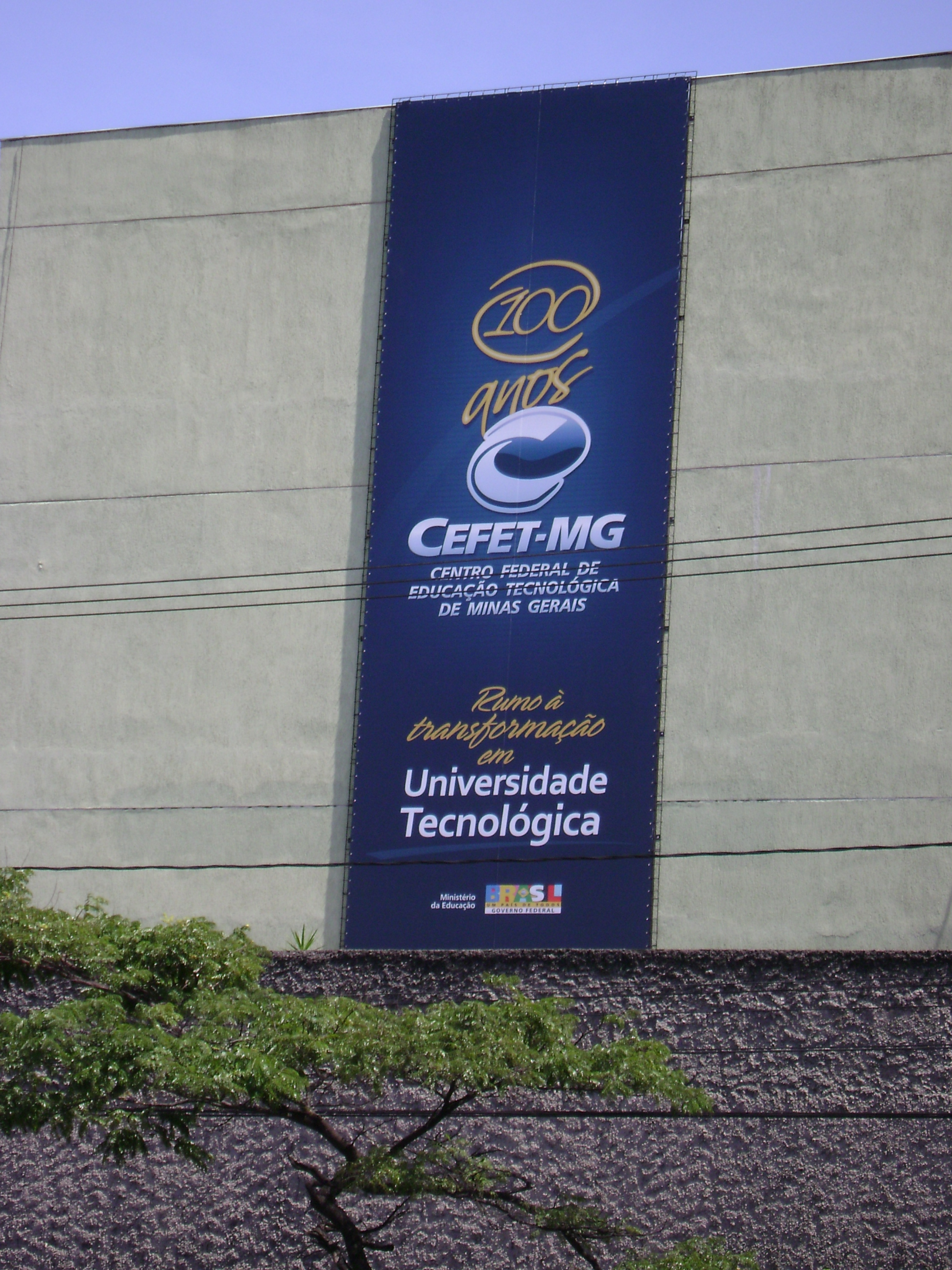
Знак, що свідчить про 100 років роботи навчального закладу та оголошує про трансформацію в Федеральний технологічний університет (Universidade Tecnológica Federal).

Федеральний центр технологічної освіти Мінас-Жерайс (порт. Centro Federal de Educação Tecnológica de Minas Gerais, CEFET-MG) — освітній центр, розташований у бразильському штаті Мінас-Жерайс.
Це технологічний заклад, який пропонує широкий спектр курсів у штаті Мінас-Жерайс, на південному сході Бразилії. Із приблизно 15 000 студентів, 650 професорів та 400 співробітників, ця установа здійснює навчання, пов'язане з дослідженням на рівні середньої та вищої освіти.
Кампуси I, II і VI розташовані на Амазон Авеню в Белу-Оризонті. Решта кампусів (децентралізовані навчальні підрозділи) розташовані в штаті Мінас-Жерайс, міста Леополдіна, Араша, Дівінополіс, Варжінья, Тімотеу, Непомусену, Курвелу та Контагем.

## Цілі
Виконуючи завдання, пропонуючи робочу силу, необхідну промисловості, поряд з розвитком нових продуктів і технологій, CEFET-MG виконує свої основні цілі, пропонуючи технічну і технологічну освіту, студентів і випускників курсів, сприяння спеціалізації і удосконалення курсів, розвиток досліджень в технічних та промислових галузях та укладання угод з національними та міжнародними освітніми установами, а також підприємствами.
Відома освітня традиція майже сто років поступово втрачає статус одного з найважливіших центрів підвищення кваліфікації в галузі технологічної освіти в Бразилії, з великою обережністю гарантуючи цілісне формування студентів. Тому музика, хор, театральні групи, музичні групи, культурні дебати, мистецька освіта, оцінка музики, спортивні команди, дослідження, дослідження на місцях, серед іншого, є діяльністю, яка складається з шкільних програм, які проводять студенти.